# Virginie De Carne
Virginie De Carne (Roeselare, 25 maggio 1977) è un'ex pallavolista belga.
Giocava nel ruolo di schiacciatrice ed opposto.

## Carriera
La carriera da professionista di Virginie De Carne inizia nel 1997 tra le file dell'Asteríx Kieldrecht, vincendo alla prima stagione il campionato belga. La prima convocazione in nazionale, con cui non ha mai ottenuto risultati prestigiosi, risale invece al 1994 a soli diciassette anni.
Nella stagione 1998-99, viene ingaggiata dal Volley Modena, squadra italiana di serie A1. Nella stagione successiva, seppur rimanendo in Italia, si trasferisce all'AGIL Trecate, in serie A2, dove in due stagioni vince una coppa Italia di categoria ed ottiene la promozione in massima serie nella stagione 2000-01.
Dopo l'esperienza di un'annata nel Teodora Ravenna, ritorna all'AGIL, che successivamente modificherà il suo nome in Asystel Novara, dove resta per tre stagioni: è questo il periodo di maggior fortuna per la giocatrice che a fine stagione risulta essere la miglior realizzatrice di squadra nonché una delle migliori in servizio di tutto il campionato. In questo periodo vince una Coppa CEV, una Supercoppa italiana ed una Coppa Italia.
Nel 2005 si trasferisce nel campionato spagnolo, ingaggiata dal Club Voleibol Tenerife, vincendo uno scudetto, una Coppa della Regina ed una Supercoppa Spagnola.
Nella stagione 2006-07 è al Volleyballclub Voléro Zürich, ottenendo un successo in campionato, uno in Coppa di Svizzera ed uno nella Supercoppa svizzera. Dopo due stagioni allo Spartak Omsk nel campionato russo, nel 2009 viene acquistata dal club finlandese del LP Viesti Salo, col quale resta fino al 2011 vincendo due campionati finlandesi, la Coppa di Finlandia 2009 e la Coppa di Lega 2010. Nell'aprile 2011 annuncia il suo ritiro dalla pallavolo professionistica. Tuttavia nella stagione 2012-13 torna a calcare i campi da gioco, ingaggiata dall'AGIL Volley, in Serie A2, ottenendo la promozione in Serie A1: al termine del campionato si ritira nuovamente.

## Palmarès

### Club
- Campionato belga: 1

1997-98
- Campionato spagnolo: 1

2005-06
- Campionato svizzero: 1

2006-07
- Campionato finlandese: 2

2009-10, 2010-11
- Coppa Italia: 1

2003-04
- Coppa della Regina: 1

2005-06
- Coppa di Svizzera: 1

2006-07
- Coppa di Finlandia: 1

2009
- Supercoppa italiana: 1

2003
- Supercoppa spagnola: 1

2005
- Supercoppa svizzera: 1

2006
- Coppa di Lega: 1

2010
- Coppa Italia di Serie A2: 1

2000-01
- Coppa CEV: 1

2002-03

### Premi individuali
- 2005 - Supercoppa spagnola: MVP
- 2007 - Champions League: Miglior realizzatrice